# Catalina Sandino Moreno
Sandino  Moreno est un nom espagnol. Le premier nom de famille, en général paternel, est Sandino ; le second, en général maternel, souvent omis, est Moreno.
Catalina Sandino Moreno, née le 19 avril 1981 à Bogota, est une actrice colombienne.
Elle est révélée grâce au succès international du film dramatique Maria, pleine de grâce de Joshua Marston (2004), qui lui vaut de nombreux prix d'interprétations. 
De 2015 à 2019, elle est à l'affiche de la série télévisée The Affair.

## Biographie

### Jeunesse et formation
Elle est la fille d'une pathologiste et d'un éleveur-vétérinaire. Elle fait ses études dans une école britannique privée, dans la capitale colombienne et se passionne, très tôt, pour le théâtre et la scène. 
En 1997, c'est ainsi qu'elle intègre l'Académie de Théâtre Ruben Di Pietro de Bogota et joue dans plusieurs pièces, notamment de Tennessee Williams et Christopher Durang. En parallèle, elle poursuit ses études universitaires dans le domaine de la publicité.

### Carrière

#### Révélation au cinéma
En 2003, à la suite d'un grande audition, tout d'abord effectué en Colombie puis à New York, elle est choisie pour incarner le rôle principal, une mule de trafiquants de drogues, dans le film dramatique Maria, pleine de grâce réalisé par Joshua Marston. 
Commercialisé en 2004, le film rencontre un succès international. Il est par exemple primé au Festival du film de Sundance ainsi que lors du Festival du cinéma américain de Deauville. L'interprétation de l'actrice y est aussi adoubée, elle remporte, entre autres, le prix d’interprétation féminine (Ours d'argent de la meilleure actrice) lors de la Berlinale 2004. La comédienne débutante est également proposée pour l'Oscar de la meilleure actrice, ce qui marque une première pour la Colombie, un prix finalement remporté pour la seconde fois par l'actrice Hilary Swank. 
À la suite de ce fulgurant succès, l'actrice décide de s'installer à New-York, loin de sa famille, et avec peu d'argent afin de se consacrer à sa carrière.  
En 2006, elle est ainsi à l'affiche de plusieurs productions : elle est le premier rôle féminin du thriller indépendant Voyage jusqu'au bout de la nuit avec Brendan Fraser, Yasiin Bey et Scott Glenn, une immersion dans le monde de la drogue et de la prostitution dans la ville de São Paulo. Elle joue dans un segment du film collectif français à sketches produit par Claudie Ossard et Emmanuel Benbihy, regroupant 22 réalisateurs et réalisatrices, Paris, je t'aime.   
Elle est aussi une jeune travailleuse immigrée dans le film présenté au Festival de Cannes 2006, Fast Food Nation de Richard Linklater et elle est choisie par Ethan Hawke, séduit par sa beauté, qui lui a proposé d'incarner le rôle d'une chanteuse new-yorkaise dans l'adaptation de son propre roman, The Hottest State.  
En 2007, elle est engagée par Mike Newell pour jouer dans le film à costumes L'Amour aux temps du choléra, ce qui lui permet d'être de retour dans sa Colombie natale, et dans le même temps, porter le drame El corazon de la tierra, cité lors des Goya Awards 2008.  
En 2008, elle fait son retour au Festival de Cannes, afin de présenter Che, film franco-américano-espagnol en deux parties réalisé par Steven Soderbergh, avec Benicio del Toro dans le rôle titre.

#### Passage au second plan et télévision
En 2010, elle change de registre et s'aventure dans le blockbuster fantastique pour le troisième volet des aventures de Twilight ; elle n'y incarne cependant qu'un rôle secondaire, Maria, une vampire qui crée une armée de nouveau-nés vampires.  
En 2012, elle joue un second rôle dans le film historique mexicain Cristeros de Dean Wright aux côtés d'Andy García, Eva Longoria et Peter O'Toole, mais ce projet est globalement mal reçu par la critique en dépit de quelques citations lors de cérémonies de remises de prix.   
L'année 2013 marque ses débuts à la télévision, l'actrice acceptant de rejoindre, dans un rôle récurrent, la série télévisée The Bridge, un show basé sur la série suédo-danoise Bron. Cette année-là, elle cumule les projets cinématographiques : elle est à l'affiche du thriller dramatique indépendant Magic Magic porté par Juno Temple sous la caméra du réalisateur chilien Sebastián Silva, elle est le premier rôle féminin du film d'action, passé inaperçu, A Stranger in Paradise avec Colin Egglesfield, et elle joue dans les drames Roa du colombien Andrés Baiz et le salué par la critique, Medeas de l'italien Andrea Pallaoro, qui lui vaut même une nouvelle récompense, à titre personnel.   
En 2014, son interprétation d'Alma Ruiz dans The Bridge, lui permet de remporter l'Imagen Awards de la meilleure actrice de télévision dans un second rôle. La même année, elle porte le film d'horreur At the Devil's Door aux côtés d'Ashley Rickards et de Naya Rivera. Elle joue dans le film d'action de série B, Duels avec Jean-Claude Van Damme ainsi qu'un rôle mineur dans le plébiscité A Most Violent Year,. Elle apparaît aussi dans quelques épisodes de la série télévisée Red Band Society.   
En 2015, elle rejoint la distribution récurrente de la série télévisée The Affair, à partir de la seconde saison. Elle y incarne le nouvel intérêt amoureux du protagoniste principal joué par Joshua Jackson,,. Ce personnage lui permet de s'installer durablement sur le petit écran. La même année, elle s'invite sur le plateau de la série d'aventures Falling Skies qui en est alors à sa dernière saison avec Noah Wyle.   
L'année 2016 la voit faire son retour, dans un premier rôle au cinéma, pour le film Custody dont elle est l'une des têtes d'affiche aux côtés de Viola Davis et Hayden Panettiere. Ce drame indépendant lui vaut une nouvelle proposition lors des Imagen Foundation Awards et pour un Women's Image Network Awards.   
Elle est aussi à l'affiche du film d'horreur Incarnate de Brad Peyton, mais ce film peine à convaincre. Alternant désormais cinéma et télévision, elle apparaît, à la même période, dans une poignée d'épisodes de la série American Gothic du réseau CBS.    
En 2018, l’année qui coïncide avec le renouvellement d’une cinquième et dernière saison de The Affair, elle rejoint la distribution principale d'une série développée par ABC, Salvage,,. Elle y incarne une députée idéaliste, mère célibataire d'un petit garçon asiatique adopté, qui décide de s'allier au héros principal joué par Toby Kebbell. Finalement, la série ne dépasse pas le stade de pilote.
L'actrice rebondit rapidement en rejoignant une nouvelle série dramatique du réseau CBS, Surveillance, aux côtés de Sophia Bush, figure populaire de la télévision ayant joué dans les séries Les Frères Scott et Chicago Police Department. Mais une fois encore, la série ne dépasse pas le stade de pilote.

### Vie personnelle
Elle est mariée à David Elwell, depuis le 15 avril 2006, un électricien travaillant pour le cinéma, qu'elle a rencontré sur le tournage de Maria, pleine de grâce.

## Filmographie

### Cinéma

#### Court métrage
- 2011 : La siguiente estacion de Nicolas Sandino Moreno : Eva (également productrice exécutive)

#### Longs métrages
- 2004 : Maria, pleine de grâce de Joshua Marston: María Álvarez
- 2006 : Voyage jusqu'au bout de la nuit d'Eric Eason : Angie
- 2006 : Paris, je t'aime, segment Loin du 16e, de Walter Salles et Daniela Thomas : Ana
- 2006 : Fast Food Nation de Richard Linklater : Sylvia
- 2006 : The Hottest State d'Ethan Hawke : Sarah
- 2007 : El corazon de la tierra d'Antonio Cuadri : Blanca Bosco
- 2007 : L'Amour aux temps du choléra de Mike Newell : Hildebranda
- 2008 : Che, 1re partie : L'Argentin (The Argentine) de Steven Soderbergh : Aleida Guevara
- 2008 : Che, 2e partie : Guerilla de Steven Soderbergh : Aleida March
- 2010 : Twilight, chapitre III : Hésitation de David Slade : Maria
- 2012 : Cristeros de Dean Wright : Adriana
- 2013 : Magic Magic de Sebastián Silva : Bárbara
- 2013 : Roa d'Andrés Baiz : Maria de Roa
- 2013 : A Stranger in Paradise (en) de Corrado Boccia : Jules
- 2013 : Medeas d'Andrea Pallaoro : Christina
- 2014 : At the Devil's Door de Nicholas McCarthy : Leigh
- 2014 : Duels de Keith Parmer : Carmen
- 2014 : A Most Violent Year de J. C. Chandor : Luisa
- 2016 : Custody de James Lapine : Sara Diaz
- 2016 : Incarnate de Brad Peyton : Camilla
- 2020 : The Quarry de Scott Teems : Celia
- 2023 : Silent Night de John Woo : Saya
- 2025 : Ballerina de Len Wiseman : Lena
- 2025 : RIP de Joe Carnahan
- The Mystery of Casa Matusita de Catherine C. Pirotta : Lucy Brown (preproduction)
- The Godmother de Daniela C. Cretu : Griselda Blanco (preproduction)

### Télévision

#### Séries télévisées
- 2013 : The Bridge : Alma Ruiz (9 épisodes)
- 2014 : Red Band Society : Eva Palacios (3 épisodes)
- 2015 : East Los High : Mère d'Eddie (4 épisodes)
- 2015 : Falling Skies : Isabella (6 épisodes)
- 2015 - 2019 : The Affair : Luisa Leon (28 épisodes)
- 2016 : American Gothic : Christina Morales (6 épisodes)
- 2018 : Salvage : Kate Collins (pilote pour ABC)
- 2019 : Surveillance : Natalie (pilote pour CBS)
- 2022 : From : Tabitha Mattews

## Distinctions
Sauf indication contraire ou complémentaire, les informations mentionnées dans cette section proviennent de la base de données IMDb.

### Récompenses
- Berlinale 2004 : Ours d'argent de la meilleure actrice à la Berlinale pour Maria, pleine de grâce
- Cartagena Film Festival 2004 : Colombian Cinema Award de la meilleure actrice pour Maria, pleine de grâce
- Chicago Film Critics Association Awards 2004 : CFCA Award de la révélation de l'année pour Maria, pleine de grâce
- Gotham Awards 2004 : révélation de l'année pour Maria, pleine de grâce
- Imagen Foundation Awards 2004 : meilleure actrice pour Maria, pleine de grâce
- Los Angeles Film Critics Association Awards 2004 : New Generation Award de la meilleure actrice pour Maria, pleine de grâce
- Festival international du film de Seattle 2004 : Golden Space Needle Award de la meilleure actrice pour Maria, pleine de grâce
- Women Film Critics Circle 2004 : meilleure actrice pour Maria, pleine de grâce
- Film Independent's Spirit Awards 2005 : meilleure actrice pour Maria, pleine de grâce
- Gold Derby Awards 2005 : meilleure actrice pour Maria, pleine de grâce
- International Online Cinema Awards 2005 : meilleure révélation pour Maria, pleine de grâce
- Online Film Critics Society Awards 2005 : OFCS Award de la meilleure actrice pour Maria, pleine de grâce
- Online Film & Television Association 2005 : meilleure révélation féminine pour Maria, pleine de grâce
- Prix ACE 2005 : meilleure actrice pour Maria, pleine de grâce
- ShoWest 2005 : Special Award de la star internationale de l'année
- Imagen Foundation Awards 2014 : meilleure actrice de télévision dans un second rôle pour The Bridge
- Nashville Film Festival 2014 : meilleure actrice pour Medeas

### Nominations
- Golden Schmoes Awards 2004 : révélation de l'année pour Maria, pleine de grâce
- Seattle Film Critics Awards 2004 : meilleure actrice pour Maria, pleine de grâce
- Central Ohio Film Critics Association Awards 2005 : révélation de l'année pour Maria, pleine de grâce
- Chlotrudis Awards 2005 : meilleure actrice pour Maria, pleine de grâce
- Critics' Choice Movie Awards 2005 : Meilleure actrice pour Maria, pleine de grâce
- Dallas-Fort Worth Film Critics Association 2005 : meilleure actrice pour Maria, pleine de grâce
- Oscars du cinéma 2005 : Meilleure actrice pour Maria, pleine de grâce
- Online Film & Television Association 2005 : meilleure actrice pour Maria, pleine de grâce
- Screen Actors Guild Awards 2005 : Meilleure actrice pour Maria, pleine de grâce
- Satellite Awards 2005 : meilleure actrice pour Maria, pleine de grâce
- London Critics Circle 2006 : actrice de l'année pour Maria, pleine de grâce
- Imagen Foundation Awards 2017 : meilleure actrice pour Custody
- Women's Image Awards 2018 : meilleure actrice pour Custody